# Мегрелишвили, Джемал Карлович
Джемал Карлович Мегрелишвили (род. 28 февраля 1950) — советский борец классического стиля, чемпион и призёр чемпионатов СССР, мастер спорта СССР международного класса (1971), Заслуженный тренер СССР (1978).

## Биография
Увлёкся борьбой в 1969 году. В том же году выполнил норматив мастера спорта СССР. Участвовал в семи чемпионатах СССР (1970—1976). Победитель международных турниров. Участник Олимпийских игр 1972 года в Мюнхене.

## Спортивные результаты
- Классическая борьба на летней Спартакиаде народов СССР 1971 года — ;
- Чемпионат СССР по классической борьбе 1972 года — ;
- Борьба на летних Олимпийских играх 1972 года — 5 место.

## Известные воспитанники
Благидзе, Вахтанг Германович (1954) — советский грузинский борец греко-римского стиля, олимпийский чемпион, чемпион СССР, Европы и мира, обладатель Кубка мира, Заслуженный мастер спорта СССР.